# 크리스틴 처벅
크리스틴 처벅(영어: Christine Chubbuck, 1944년 8월 24일 ~ 1974년 7월 15일)은 미국의 뉴스 리포터이다. 생방송 도중 권총 자살을 한 것으로 알려져 있다.

## 생애
미국 오하이오주 허드슨에서 태어났으며 보스턴 대학교를 졸업하였고 플로리다주 새러소타의 지역방송국인 WXLT-TV의 토크 쇼 《Suncoast Digest》를 진행하였다. 기자로써 평판은 괜찮았던 걸로 보이는데, 장애인 문제나 지역 공동체 문제에 관심을 보였다고 한다. 특히 후자 같은 경우 사망 직전 플로리다 농업부에서 지역 진흥에 이바지한 공로상 후보에 올렸을 정도였다.

## 사망
1974년 7월 15일 오전 9시 38분경, 뉴스가 시작된 8분 후 갑자기 대본을 무시한 채 "저희 TV 40은 시청자들에게 실시간으로 자극적인 보도를 가장 빠르고 완벽하게 보도하는 WXLT의 관행에 따라, 선명한 컬러 방송으로 독점 보도로 찾아뵙는 자살 시도입니다." 라는 말을 남겼고 38구경 리볼버 권총을 꺼내 자신의 머리 오른쪽을 쏘았다. 촬영하던 방송국 직원들과 시청자들이 경악했고, 방송국 측에서는 프로그램을 강제 종료시킨 뒤 공익광고와 영화 프로그램으로 대체했다.
그녀는 새러소타 병원에서 14시간 후 숨을 거두었다. 평소 그녀는 우울증 증세를 보였으며 이전에도 자살 시도를 한 경험이 있었다고 한다. 또한 자살하기 바로 전 주에 스스로 목숨을 끊을 총을 구입했다고 한다. 여기다 본인 성격이 내성적이라 타인들과 관계를 잘 맺지 못했고, 난소에 이상이 있어서 2-3년에 임신을 하지 못하면 영원히 불임이 된다는 진단을 받았다고 한다.
처벅의 시신은 화장되었다. 그녀의 장례식은 멕시코만의 해변에서 치러졌고 그녀의 쇼에 참여한 지방 공무원 등 약 120여명이 조문을 왔다. 조문객 중 처벅이 좋아했던 가수 로버타 플랙은 자신의 곡 중 3곡을 불러주었다.

## 여파
이 사건은 2년 후인 1976년에 개봉된 시드니 루멧의 영화 《네트워크》에 영감을 주었다. 그러나 데이브 이조프의 Mad as Hell: The Making of Network and the Fateful Vision of the Angriest Man in Movies에서 밝히길, 각본가인 차예프스키는 처벅 사건이 일어나기 전에 이미 하워드가 생방송 도중 자살하겠다는 씬을 써놨다고 한다. 각본상으로는 의도했던건 아니었던 것이다.
2016년 안토니오 캄포스 감독이 《크리스틴》이라는 제목으로 처벅의 삶을 영화화했다. 레베카 홀이 크리스틴 처벅을 맡았다.
그동안 유가족의 동의 하에 당시 촬영된 테이프가 파기된것으로 알려졌으나 실제로는 2개 남아있다고 한다. 현재 인터넷상에서 동영상이 돌아다니고 있다는 소문이 있는데, 영상이 떠도는 건 맞지만 그 영상은 조작으로, 실제 크리스틴 처벅의 영상이 아니라고 한다. 영상 속의 장면이 당시 주변인들이 증언한 것과는 매우 다르기 때문이다.

## 같이 보기
- 아사누마 이네지로
- R. 버드 드와이어
- 앨리슨 파커와 애덤 워드 총격 사건